# Адлкофен
Адлкофен (њем. Adlkofen) општина је у њемачкој савезној држави Баварска. Једно је од 35 општинских средишта округа Ландсхут. Према процјени из 2010. у општини је живјело 3.899 становника. Посједује регионалну шифру (AGS) 9274111.

## Географија
Адлкофен се налази у савезној држави Баварска у округу Ландсхут. Општина се налази на надморској висини од 499 метара. Површина општине износи 47,8 km².

## Становништво
У самом мјесту је, према процјени из 2010. године, живјело 3.899 становника. Просјечна густина становништва износи 82 становника/km².

## Међународна сарадња
| Мјесто          | Држава  | Врста сарадње | Од    |
| --------------- | ------- | ------------- | ----- |
| Бадија Калавена | Италија | пријатељство  | 1988. |
| Извор           |         |               |       |